# Stade Robert-Diochon
Le stade Robert-Diochon (anciennement Stade des Bruyères) est un stade de football dans la commune du Petit-Quevilly d'une capacité de 8 372 places. 
Ses clubs résidents sont le FC Rouen et l'US Quevilly-Rouen Métropole. Depuis 2021, le stade accueille également les matchs du Rouen Normandie Rugby.

## Histoire
Aménagé par le FC Rouen, le stade est inauguré en 1914 sous le nom de stade des Bruyères. Les décennies suivantes, le club rouennais fait partie des places fortes du football français. En 1920, l'équipe de France vient y jouer un match amical contre l'Angleterre amateur ; ce n'est que la 2e fois que la sélection joue à domicile hors de la région parisienne. 
Le stade est rebaptisé en 1953 du nom de Robert Diochon, président emblématique du FC Rouen, mort cette année-là. 
Dans les années 1960 et 1970, la capacité du stade se monte à plus de 20 000 places. Ainsi 22 000 spectateurs assistent au match amical entre les équipes de France et de Bulgarie le 8 avril 1970. Le 10 avril 1977, le record d'affluence est battu avec plus de 23 500 spectateurs à l'occasion de la venue de l'AS Saint-Étienne en Coupe de France.
En 1983, les scènes de stade du film À mort l'arbitre de Jean-Pierre Mocky y sont tournées, après la rencontre de Division 1 opposant le FC Rouen au RC Strasbourg.

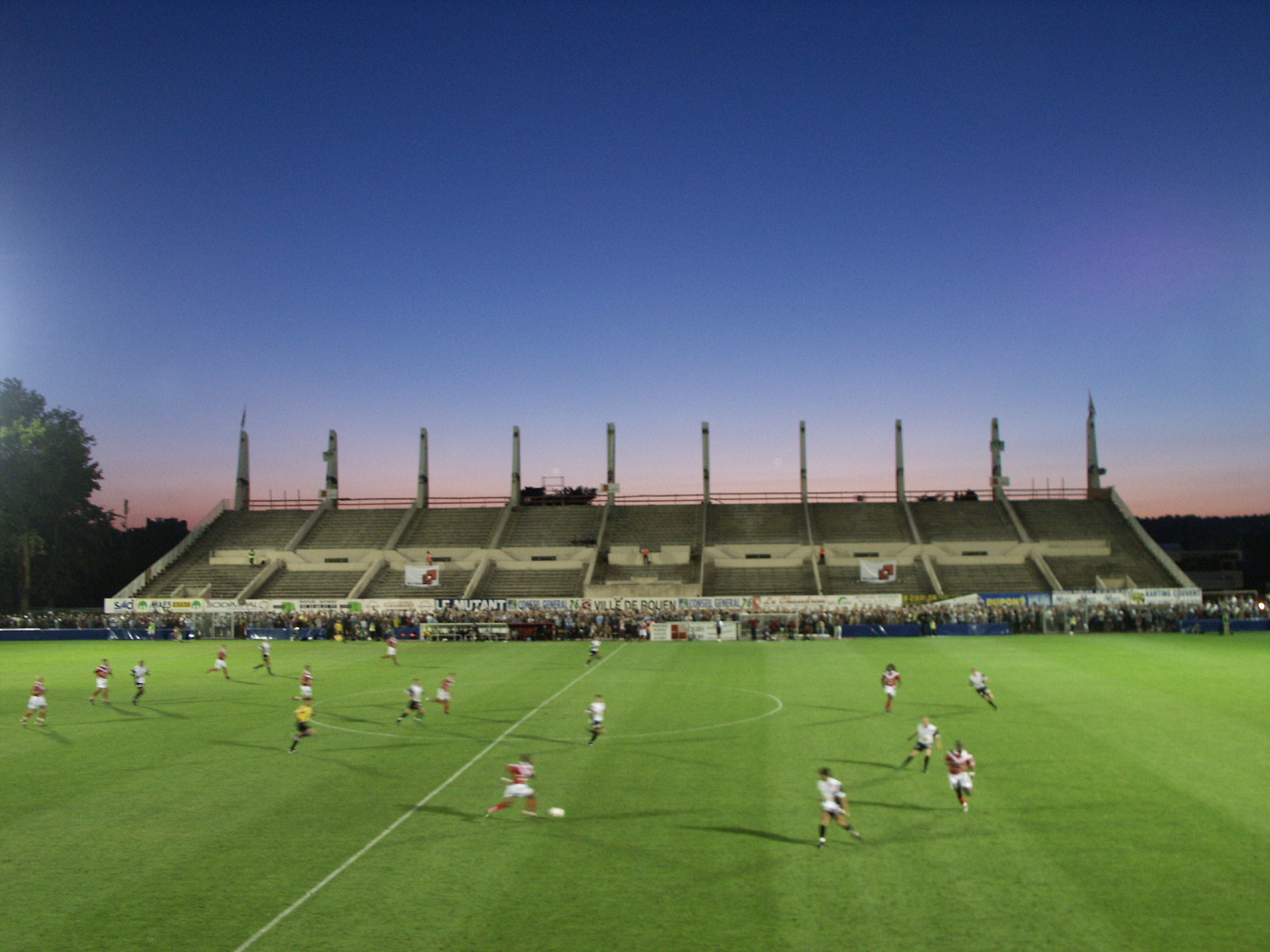
Rénovation de la tribune d'honneur du stade Diochon (2003).

Lors de la saison 2003-2004, afin de répondre aux nouvelles normes de sécurité, les tribunes Nord et Sud (derrière les buts) sont détruites et remplacées par des structures tubulaires, et la tribune d'honneur est rénovée. La capacité est alors réduite à environ 10 000 places. Pour recevoir l'Olympique de Marseille en seizièmes de finale de la Coupe de France 2012-2013, des travaux sont réalisés pour rouvrir la tribune Nord et y accueillir les supporteurs marseillais.
En avril 2015, le FC Rouen et l'US Quevilly annoncent leur rapprochement, sans fusion, à la suite duquel l'équipe première quevillaise est rebaptisée « US Quevilly Rouen Métropole » (QRM). Cette décision est notamment motivée par les succès sportifs du club de Quevilly, le dépôt de bilan du FC Rouen et de la cession du Stade Robert-Diochon par la Ville de Rouen à la Métropole. La cohabitation entre le QRM, désormais prioritaire sur le stade, et le FCR est cruel puisque le FCR, qui évolue sur le terrain depuis 1914, subit régulièrement en hiver des arrêtés de la métropole rouennaise le privant de « son stade » pour préserver la pelouse.
Le stade Diochon fait peau neuve lors de l'été 2017 avec notamment une mise aux normes pour accueillir des matchs du championnat de Ligue 2, le QRM venant d'accéder à ce championnat (nouvel éclairage, nouveaux vestiaires, création d'un PC sécurité, déplacement de la pelouse et création d'un nouveau tunnel d'accès au terrain depuis la tribune d'honneur). Les travaux obligent le FCR et le QRM à délocaliser leurs matchs jusqu'en octobre, le QRM jouant alors ses matchs au Mans tandis que le FC Rouen joue à Yvetot. Une enveloppe de 5,2 millions d'euros est engagée par la Métropole Rouen Normandie et par la Région Normandie avec une fin des travaux programmée pour 2020.
Avec l'aménagement d'une pelouse hybride à l'été 2021, l'équipe de rugby à XV du Rouen Normandie Rugby s'y installe à son tour, délaissant le stade Jean-Mermoz,.
Alors que le FC Rouen et QRM se retrouvent dans le même championnat de National en 2024-2025, les deux clubs se rencontrent le 6 décembre 2024 dans un stade à guichets fermés. Le FC Rouen l'emporte 2 à 0 devant 7800 spectateurs dans une ambiance électrique.

## Événements sportifs

### Équipe de France de football
| Date         | Compétition | Équipe 1 | Équipe 2           | Score | Affluence |
| ------------ | ----------- | -------- | ------------------ | ----- | --------- |
| 5 avril 1920 | Amical      | France   | Angleterre amateur | 0-5   | 14 500    |
| 8 avril 1970 | Amical      | France   | Bulgarie           | 1-1   | 22 000    |

### Coupe de France
Le FC Rouen et l'US Quevilly ont accueilli de nombreux matchs de Coupe de France dans le stade, y compris contre des clubs de Ligue 1 et de Ligue 2. Mais le stade ne répondant pas aux normes de sécurité les plus hautes, l'US Quevilly a dû disputer ses demi-finales de 2010 et 2012 et son quart-de-finale de 2012 au stade Michel-d'Ornano à Caen plutôt qu'à Rouen. 
Le club de Bois-Guillaume (alors en CFA) y a aussi joué un seizième de finale de l'édition 2005-2006 contre le FC Nantes (alors en Ligue 1).

## Affluence
Le pic de la courbe de l'année 2003 est du à la montée en ligue 2 du FC Rouen lors de la saison 2003-2004.
Dans la saison de 2018 à 2019, l'affluence moyenne au stade était de 1597 spectateurs.

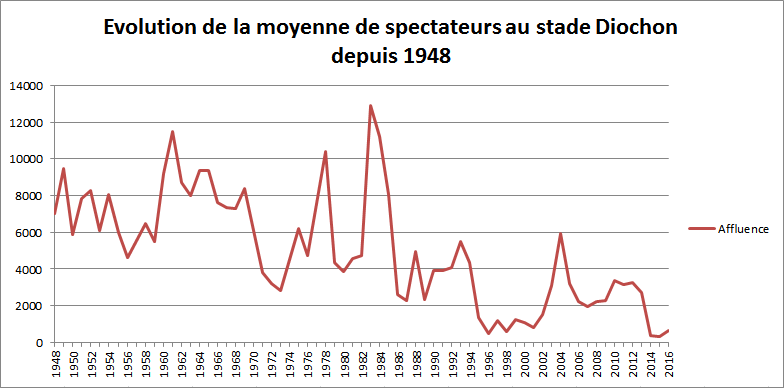
Affluence du stade de 1948 à 2016.

## Accès
- En bus : le stade est accessible par les lignes de bus F1 (arrêt Stade Diochon, terminus de la ligne), F9 (arrêt Lycée des Bruyères) et 41 (arrêts Lycée des Bruyères et Stade Diochon) du réseau Astuce ; à partir de mai 2019 également par la ligne de TEOR T4 (arrêt Stade Diochon).
- En voiture : accès depuis l'autoroute A13 : sortie Rouen-sud ;
- En train : gare de Rouen-Rive-Droite puis T4 ;
- En avion : aéroport de Rouen Vallée de Seine (puis 13,f5 et f1).